# Хюбнер, Ангелина
Ангелина Хюбнер (до 2012 года — Грюн, нем. Angelina Hübner-Grün; 2 декабря 1979, Душанбе) — немецкая волейболистка, двукратный призёр чемпионатов Европы.

## Биография
Ангелина Грюн родилась в Душанбе 2 декабря 1979 года в спортивной семье. Отец Ангелины, родители которого обосновались в Душанбе во время Второй мировой войны, в прошлом на серьёзном уровне играл в волейбол, а мать, уроженка Рязани, занималась баскетболом.
Будучи трёхлетней девочкой, Ангелина Грюн вместе с родителями переехала в Западную Германию. Заниматься волейболом начинала в Гисене под руководством своего отца. С 1990 года тренировалась в Эссене, в середине 1990-х была игроком юниорской сборной Германии. В 1996 году приглашена в клуб «Мюнстер», в первом же сезоне в его составе выиграла чемпионат Германии. В начале 1997 года дебютировала в национальной немецкой сборной на международном турнире в Бремене.
В 2000 году Ангелина Грюн выступала на Олимпийских играх в Сиднее, где её команда классифицировалась на 6-й позиции, а по итогам сезона впервые была названа лучшей волейболисткой Германии. Этот титул она удерживала до 2008 года включительно, установив беспрецедентное достижение.
С 2001 года Ангелина Грюн являлась капитаном немецкой сборной. После чемпионата Европы она переехала в Италию, став игроком «Модены». В сезоне-2001/02 завоевала Кубок Италии и Кубок CEV, а в следующем году — Суперкубок Италии.
После успешного выступления на чемпионате Европы 2003 года в Турции, где сборная Германии заняла 3-е место, Ангелина Грюн перешла в другой итальянский клуб — «Бергамо». Там она отыграла 5 сезонов, по два раза выигрывала скудетто, национальный Кубок и Лигу чемпионов. Немецкая нападающая признавалась самым ценным игроком «Финала четырёх» Лиги чемпионов, проходившего в Цюрихе в марте 2007 года — в финальном матче, где команда Грюн вырвала победу у московского «Динамо» со счётом 3:2, она набрала 30 очков.
В начале 2004 года в Баку ведомая Ангелиной Грюн сборная Германии убедительно выиграла европейский олимпийский отборочный турнир, однако на самих Играх в Афинах не смогла выйти в четвертьфинал. Очень ярко выступала Грюн на чемпионате мира 2006 года в Японии. В 11 сыгранных матчах она набрала для своей команды 220 очков и лишь на 5 очков отстала от ставшей самым результативным игроком турнира турчанки Неслихан Демир Дарнель. Грюн также заняла 4-е место на турнире по количеству очков на блоке и 5-е по количеству эйсов.
Карьеру в сборной Германии Ангелина Грюн временно завершила в январе 2008 года на квалификационном олимпийском турнире в вестфальском Халле, всего сыграв к этому времени 272 матча за сборную. В сезоне 2008/09 годов выступала в Турции за стамбульский клуб «Вакыфбанк Гюнеш Сигорта».
С 2010 года Ангелина Грюн участвовала в соревнованиях по пляжному волейболу. Её партнёршей являлась Риеке Бринк-Абелер, знакомая Грюн по совместным выступлениям в «Мюнстере» и играющая на песке с 2000 года. В первом сезоне они выступили на 13 этапах Мирового тура, одержали 21 победу при 19 поражениях, показав лучший результат (5-е место) на этапе в норвежском Кристиансанне. По итогам сезона занимали 75-ю строчку в мировом рейтинге. В июне 2011 года Ангелина Грюн и Риеке Бринк-Абелер участвовали на мировом чемпионате в Риме, не смогли выйти из группы предварительного этапа и заняли 33-е место.
В сентябре 2011 года Ангелина Грюн после более чем трехлётнего перерыва вернулась в сборную Германии по волейболу и стала в её составе серебряным призёром чемпионата Европы. Клубный сезон начинала в «Алемании» из Ахена, но в середине декабря 2011 года подписала контракт с московским «Динамо» и стала новым капитаном команды. 30 декабря выиграла в её составе Кубок России и была признана самым ценным игроком «Финала четырёх». По завершении чемпионата России, в котором «Динамо» заняло второе место, Грюн признали лучшим игроком и наградили Призом Людмилы Булдаковой. По словам Владислава Фадеева, курирующего женский волейбол в России, «Грюн делает то, что мало кому удаётся в нашем чемпионате. Она цементирует всю командную игру. Сезон провела на отличном уровне, стабильно, без провальных игр».
В апреле 2012 года Ангелина Грюн вышла замуж за тренера мужской сборной Германии по волейболу Штефана Хюбнера. В сентябре того же года перешла из московского «Динамо» в бакинскую «Рабиту», стала играть под фамилией мужа.
В феврале 2014 года Ангелина Хюбнер родила сына Якоба, а в сентябре вернулась в игру и в течение двух сезонов выступала за «Мармаген-Неттерсхайм» во второй и третьей лигах чемпионата Германии.

## Достижения

### Со сборной Германии
- Бронзовый призёр Гран-при (2002).
- Серебряный призёр чемпионата Европы (2011).
- Бронзовый призёр чемпионата Европы (2003).

### В клубной карьере
- Чемпионка Германии (1996/97), серебряный призёр чемпионатов Германии (1997/98, 1999/00, 2000/01).
- Обладательница Кубка Германии (1999/00).
- 2-кратная чемпионка Италии (2003/04, 2005/06), серебряный призёр чемпионата Италии (2004/05).
- 3-кратная обладательница Кубка Италии (2001/02, 2005/06, 2007/08), финалистка Кубка Италии (2003/04, 2004/05).
- Обладательница Суперкубка Италии (2003).
- Обладательница Кубка России (2011).
- Серебряный призёр чемпионата России (2011/12).
- Чемпионка Азербайджана (2012/13).
- 2-кратная победительница Лиги чемпионов (2004/05, 2006/07), финалистка (2012/13) и бронзовый призёр Лиги чемпионов (2005/06).
- 2-кратная победительница Кубка CEV (2001/02, 2003/04).
- Серебряный призёр клубного чемпионата мира (2012).

### Индивидуальные
- Лучшая волейболистка Германии (2000—2008).
- Лучшая подающая «Финала четырёх» Лиги чемпионов (2005/06).
- MVP «Финала четырёх» Лиги чемпионов (2006/07).
- MVP и лучшая нападающая отборочного турнира Гран-при (2007).
- Лучшая принимающая чемпионата Европы (2011).
- MVP «Финала четырёх» Кубка России (2011).
- MVP чемпионата России — обладательница Приза Людмилы Булдаковой (2012).
- Лучшая подающая клубного чемпионата мира (2012).